# 香港浸會大學傳理學院
香港浸會大學傳理學院（英語：School of Communication, Hong Kong Baptist University）是香港浸會大學其中一個學院。前身為傳理學系，在1968年成立。傳理學系的創系系主任是余也魯教授。現任院長是黃煜教授。傳理學院下設傳播系、互動媒體系及新聞系。 學院曾在2021年9月1日更名為傳理與影視學院，因電影學院於2022年7月1日被劃歸新成立的創意藝術學院，因此在當天起重新易名為傳理學院。

## 本科生課程可主修學科
傳理學社會科學學士（榮譽）課程於2016-17學年起改名為傳理學學士（榮譽）學位課程。
於2015年或之前入讀的學生可修讀四個主修：
- 電影與媒體藝術主修
- 新聞主修
- 組織傳播主修
- 公關及廣告主修

於2016年起入學的學生可修讀三個主修：
- 電影主修
- 新聞主修
- 公關及廣告主修

銜接學位可主修學科:
- 新媒體及影視創意寫作
- 綜合傳播管理學社會科學
- 媒體及社會傳播社會科學

## 高級文憑課程
傳理學院亦有開辦創意電影製作高級文憑課程，並提供以下專修:
- 表演技巧
- 電影攝影與燈光
- 導演
- 剪接與混音
- 編劇
- 美術指導

## 香港浸會大學新聞系學生作品庫 (HKBU Journalism Student Publication Archive)
香港浸會大學傳理系於1968年成立，其後升格為傳理學院，一直致力培育傳播精英，已經歷半世紀。這個重要的里程碑標誌著學院和同學們的努力，亦見證著不少校友於社會和專業上取得卓越的成就，為業界作出重要貢獻。 2018年適逢香港浸會大學傳理學院金禧之喜，學院新聞系與大學圖書館攜手創建浸大傳理學生新聞作品庫以示慶祝。圖書館把本校創系至今學生自主編採的新聞作品數碼化，作品庫收錄學院兩份分別於1968年與1969年創刊的新聞刊物The Young Reporter 和《新報人》，並開放予公眾於網上瀏覽及查閱。 The Young Reporter 和《新報人》是本港現存歷史最悠久的其中兩份學生新聞刋物，一直關心本地及國際社會議題，同學作品在多項新聞報道比賽中屢獲殊榮。 五十年來香港浸會大學傳理學院和香港社會同步邁進，作品庫不但記錄了校友們在青蔥歲月中為要成為傑出傳媒人而付出上的努力，更盛載了社會變遷的歷史片段，令人回味。作品庫數碼化後，亦附上搜索功能方便讀者，希望作品庫能讓校友細味當年，並為大眾創造集體回憶。
- 新報人 （页面存档备份，存于） 香港浸會大學新聞系學生作品庫 (HKBU Journalism Student Publication Archive)

- The Young Reporter （页面存档备份，存于） HKBU Journalism Student Publication Archive (香港浸會大學新聞系學生作品庫)

- 得獎作品 （页面存档备份，存于） 香港浸會大學新聞系學生作品庫 (HKBU Journalism Student Publication Archive)